# Go-Fushimi
Keizer Go-Fushimi (後伏見天皇, Go-Fushimi-tennō, 5 april 1288 - 17 mei 1336) was de 93e keizer van Japan, volgens de traditionele opvolgingsvolgorde. Hij regeerde van 30 augustus 1298 tot 2 maart 1301.
Go-Fushimi was vernoemd naar zijn vader, keizer Fushimi. Het voorvoegsel go- (後), kan worden vertaald als “later” of “tweede”, waardoor zijn naam vrij vertaald “Fushimi de tweede” betekent. Zijn persoonlijke naam (imina) was Tanehito-shinnō (胤仁親王). Onder zijn eigen kinderen bevonden zich geen keizers, maar wel twee troonpretendenten van het Noordelijke hof; Kogon en Komyo.
Go-Fushimi werd in 1289 benoemd tot kroonprins. Hij kwam op de troon toen zijn vader aftrad. Spanningen tussen de twee takken van de keizerlijke familie, de Jimyoin-to en de Daikakuji, maakte dat hij na drie jaar alweer af moest treden.
Toen in 1308 zijn jongere broer, Hanazono, op de troon kwam, probeerde Go-Fushimi het geschil tussen de twee familietakken op te lossen. In overleg met het Kamakura-shogunaat werd besloten dat om de 10 jaar uit een van beide takken een keizer zou worden gekozen. Deze overeenkomst duurde echter niet lang, daar keizer Go-Daigo de afspraak verbrak.
Van 1313 tot 1318 was Go-Fushimi Insei-keizer. Hij was tevens de auteur van een bekende smeekbede aan de god van de Kamoschrein, waarin hij zijn hulp vroeg om zijn zoon op de troon te krijgen.
Go-Fushimi stierf in 1336 op 48-jarige leeftijd.
* Regent Jingu staat niet op de traditionele lijst.